# Buenia affinis
Il ghiozzetto di de Buen (Buenia affinis) è un pesce di mare appartenente alla famiglia Gobiidae.

## Distribuzione e habitat
Endemico del mar Mediterraneo occidentale e dell'Adriatico (golfo del Quarnaro). La specie fino a qualche tempo fa era ritenuta rara ovunque ma ora le centinaia di esemplari catturati in Croazia fanno ritenere che questa specie sia comune almeno in queste coste.

Sembra legato a fondali a sabbia grossa o ciottoli a profondità comprese tra 2 e 25 m.

## Descrizione
La colorazione del corpo può essere molto sfumata su fondali con colori omogenei (tipicamente di sabbia) oppure piuttosto variegata su fondali con colori contrastati (tipicamente di ghaia). 
Quando presenta la livrea chiara risulta simile a Deltentosteus quadrimaculatus da cui si distingue per il peduncolo caudale più largo e per l'assenza di macchie nere sulla prima pinna dorsale.
Quando presenta la livrea più scura e variegata risulta simile a Pomatoschistus sp.

## Biologia
Non molto conosciuta.

## Nota tassonomica
La specie è simile a Buenia jeffreysii, specie dell'Oceano Atlantico settentrionale da cui si riconosce per le squame più numerose e per una differente forma della prima dorsale.